# Equazione di Duhem-Margules
L'equazione di Duhem–Margules, che prende il nome da Pierre Duhem e Max Margules, è un'equazione che mostra la relazione termodinamica tra le due componenti di un liquido e le loro pressioni parziali, dove la miscela dei vapori è trattata come un gas ideale:
{\displaystyle \left({\frac {d\,ln\,P_{A}}{d\,ln\,x_{A}}}\right)_{T,P}=\left({\frac {d\,ln\,P_{B}}{d\,ln\,x_{B}}}\right)_{T,P}}
dove PA e PB sono le tensioni di vapore dei due costituenti e xA e xB sono le frazioni molari del liquido.